# Mercedes Cup 1983
Il Mercedes Cup 1983 è stato un torneo di tennis giocato sulla terra rossa. È stata la 6ª edizione del Mercedes Cup, che fa parte del Volvo Grand Prix 1983. Si è giocato a Stoccarda in Germania, dall'11 al 17 luglio 1983.

## Campioni

### Singolare
José Higueras ha battuto in finale  Heinz Günthardt con il punteggio di 6–1, 6–1, 7–6

### Doppio
Anand Amritraj /  Mike Bauer hanno battuto in finale  Pavel Složil /  Tomáš Šmíd con il punteggio di 4–6, 6–3, 6–2